# Galgula bias
Galgula bias là một loài bướm đêm trong họ Noctuidae.